# Оситняжка (Новоукраинский район)
Оситня́жка (укр. Оситняжка) — село в Новомиргородской городской общине Новоукраинского района Кировоградской области Украины.
До 2020 года входило в Новомиргородский район
Село находится в ложбинке и тянется вдоль речки Ташлык. Протяженность села составляет 4,5 км по речке Ташлык. Жители села: 80 % — украинцы, 15 % — русские, 5 % — молдаване.
В селе есть 3 мото-тракторные бригады, 2 фермы. Особо бурное развитие дают сельские фермеры, за счет которых поднимается уровень мясо-молочной сферы. В селе также имеется детский сад и средняя образовательная школа. Также есть сельский клуб, сельская контора, и почта. В центре села также находится 3 продовольственных магазина, базарный день — среда, в этот день раз в неделю приезжают продавцы с других районных центров.
В селе есть обелиск памяти освобождения села от немецких захватчиков.